# Dicladocera riveti
Dicladocera riveti är en tvåvingeart som först beskrevs av Surcouf 1919.  Dicladocera riveti ingår i släktet Dicladocera och familjen bromsar.
Artens utbredningsområde är Ecuador. Inga underarter finns listade i Catalogue of Life.